# Мамаенко, Анна Ивановна
А́нна Ива́новна Мамае́нко (род. 1982, Краснодар) — российская поэтесса, журналист, литературный критик.

## Биография

### Образование
Впервые краснодарская школьница Аня Мамаенко опубликовала свои стихи в одной из краевых газет в 13 лет. В 17 у неё был уже солидный поэтический багаж, после окончания школы она в 1999-м с лёту, при жесткой конкуренции поступила в Литературный институт им. А. М. Горького и успешно окончила его в 2005 году.

### Журналистика
С 1996 по 2000 год работала внештатным корреспондентом в газетах «Кубанские новости» и «Комсомолец Кубани». В 2000 году основала и возглавила в Краснодаре литературно-театральную группу «Пункт Приема», в составе которой участвовала в концептуальных поэтических спектаклях и перфомансах. Наиболее известен концептуальный поэтический спектакль «Пятница Обитания», в котором Мамаенко участвовала, как основной автор сценария, директор проекта и исполнитель главной роли. Затем в 2003 году в Краснодаре состоялась акция-перфоманс «Воскресник, или Похороны русской литературы», вызвавшая широкий и неоднозначный резонанс в СМИ.
Процессия с пугалом («Официальным лицом»), гусем и гробиком, из которого впоследствии вылетел синий воздушный шарик, шла по центральной улице Краснодара и завершилась у памятника А. Пушкину.
Вот, что писал об этом в еженедельнике «Краснодар» публицист П. Придиус:

«В наше время графомания, по-моему, уже сродни стихийному бедствию. Графоманы бродят косяками, объединяются в ассоциации, устраивают импровизированные похороны русской литературы. Избавиться от графомана порой почти невозможно: ты его в дверь, а он обратно через окно или дымоход: „А здоровэньки булы! Небось, не ждали?..“ Особо опасен графоман, вооруженный дюжиной поэтических или прозаических сборников, выпущенных с помощью сердобольных меценатов».

Анна Мамаенко — автор стихотворений на острые социальные темы — «Инструкция по эксплуатации», «Из России с любовью… валить», «Послание к лоху», «Весна на зарезервированной территории» (стихотворение посвящено реконструкции Краснодара, в результате которой в зоне отселения могли оказаться коренные жители кубанской столицы).

### Творческая деятельность
В разные годы работала помощником библиотекаря, корреспондентом, сторожем, редактором издательства, землекопом в археологической экспедиции на Тамани, литературным консультантом, озеленителем, подсобным рабочим и завлитом Краснодарского театра драмы.
В 2001 году была участником I Форума молодых писателей России в Липках (семинар поэта К. Ковальджи). С 2002 по 2005 год посещала студию Кирилла Ковальджи при Фонде СЭИП (Москва). Он же стал автором предисловия ко второму поэтическому сборнику Анны Мамаенко "Некрополь еретиков" (Краснодар, 2011).
В 2004—2005 гг. работала внештатным литературным консультантом по поэзии журнала «Дружба народов». С 1999 года работала литературным консультантом в Краснодарском краевом отделении Союза российских писателей. С 2008 по 2009 год являлась исполняющей обязанности председателя Краснодарского краевого отделения Союза российских писателей. В 2009 году награждена почетной грамотой администрации «за большой вклад в культуру и искусство города Краснодара».
С 2010 по 2012 работала литературным редактором журнала мистики и хоррора «Сумрачный гений».
В 2011 году на семинаре молодых авторов в кубанской столице стала кандидатом в члены Союза писателей России, была отмечена доцентом Ухтинского государственного технического университета, секретарём правления Союза писателей России Надеждой Мирошниченко:
Уже сегодня, среди прозвучавших имен, я могу рекомендовать для вступления в Союз писателей России поэта Аню Мамаенко… Уверена, что и остальные, проанализировав уроки семинара и наши рекомендации, обязательно порадуют читателей новыми самобытными стихами.
В ноябре 2017 года Анна Мамаенко совместно с Виталием Бородиным провела поэтический вечер в "Одном театре" (Краснодар), вызвавший большой интерес публики, неравнодушной к художественному слову.
Анна Ивановна Мамаенко — работает собственным корреспондентом общероссийской научно-популярной газеты «Тайное и явное». Редактировала, корректировала и готовила к печати книги многих авторов, входит в редколлегию журналов «Мікролитъ», «Аsа», «Южный маяк». Член Союза журналистов России.
Живёт в Краснодаре.

## Публикации в журналах, газетах и сборниках
Анна Мамаенко публиковалась в «Литературной газете», в журналах «Знамя», «Юность», «Новая Юность», «Наш современник», «Литературная учёба», «Южная звезда», «Окно», «Голос эпохи», «Эмигрантская лира», «Вечерний гондольер: Газета вольных литераторов», на сайте «Российский писатель» и евразийском журнальном портале «Мегалит», альманахах «Илья» и «Ликбез»; в коллективных сборниках и международных антологиях, в изданиях Москвы, Краснодарского края, Омска, Ростова-на-Дону, Костомукши. Анна Мамаенко — участник проекта «Дневник поколения». Автор многих журналистских и научно-публицистических материалов, предисловия к сборнику статей "Современная поэзия: русская и зарубежная" и (там же) статьи о творчестве Тимура Зульфикарова "Намаз в мечети из миндаля" (2014).

## Грамоты и награды
- Стипендиат Министерства культуры РФ (2003)
- В 2009 году награждена почетной грамотой администрации «За большой вклад в культуру и искусство города Краснодара»
- Участник I Форума молодых писателей России
- Финалист «Илья-Премии» (Москва, 2004)[20]
- Лауреат конкурса «Жар поэзии» (Краснодар)
- Победитель конкурса на лучшую публикацию журнала «Литературная учеба» в 2002 году (Москва)[21]
- Победитель фестиваля «ЛиРА-фест» (Ростов-на-Дону, 2008)
- Победитель конкурса журнала «Лексикон» (США, 2010)
- Участник фестиваля "Плюсовая поэзия" (Вологда, 2012)
- Неоднократный победитель Краснодарского краевого поэтического турнира «Рождественская Звезда»
- Финалист Восьмого Всемирного поэтического фестиваля «Эмигрантская лира-2016» (Брюссель-Льеж-Париж, 2016)
- Серебряная медаль III Всероссийского Литературного Фестиваля Фестивалей «ЛиФФт» (Сочи, 2018)
- Гран-призёр и победитель в номинации «Поэзия» Всероссийского литературного фестиваля-конкурса молодых авторов имени А. Чижевского (Калуга, 2021)
- Лонг-лист премии «Гипертекст» (Москва, 2024) Книга стихотворений «Рыбовладелец»
- Диплом премии Фазиля Искандера (Москва, 2024)

## Критика
В 2000 году в Майкопе Анна Мамаенко выпустила свой первый сборник стихотворений «Перрон небесного вокзала», который заметили литературные критики. «И в Краснодаре, и в Москве у неё много знакомых молодых литераторов, которым нравятся её стихи. В душе Аня лирик. И стихи её такие теплые, осязаемые… Передо мной первый поэтический сборник Ани Мамаенко „Перрон небесного вокзала“. Поразительно чистые стихи. На небесном вокзале своя жизнь. Без пошлости и лицемерия, добрая, с высокими помыслами…».
«Она уже не трудный подросток из Краснодара, но и не пай-девочка, которая пишет стихи и вышивает гладью. Она зачастую резка и безапелляционна и уверена, что все в мире лишь повод для стихов. Стихи у неё разные, но это стихи. И их довольно охотно публикуют».
« — Знакомая твоя, что ль? — подозрительно сощурился на меня бочкообразный старлей.
 — Знакомая, — сказал я. — Так что могу удостоверить её личность: это известная писательница Анна Мамаенко.
 — Кому известная, а кому и не дюже.., — недовольно пошевелил усами блюститель. — Та у тебя самого удостоверение личности имеется?
 — Не-а.
 — Так и нечего мне тут удостоверять! Ишь, удостоверитель выискался, сам неизвестно кто будешь!»
Петр Макаренко, заместитель главного редактора литературно-исторического журнала «Родная Кубань»:
«С первых номеров журнала главный редактор Виктор Лихоносов высоко поставил планку отбора публикаций, критерий один — качество художественного текста. И при этом не важно, кто автор: молодой или маститый, из „того“ СП или из „этого“ (в 1996 году произошёл раскол Союза писателей на две организации). Кстати, из „того“ СП мы уже два раза напечатали стихи Анны Мамаенко (№ 2, 2000). Возьмите 4-й номер „Нашего современника“, наполовину московский и краснодарский; и там её стихи появились… её стихи сами себя рекомендуют».

## Цитата
Стихи 30-летней Анны Мамаенко и 29-летнего Ивана Волосюка были бы недурны, будь их авторам ещё лет на 10-12 поменьше. Сделаем, однако, скидку на то, что оба живут в провинции (она в Краснодаре, он в Донецке), где до всего приходится доходить своим умом, а ближайший литературный критик живёт в Майкопе.— Виктор Топоров, переводчик, литературный обозреватель и критик.

## Интересные факты
- Анна Мамаенко — автор многих филологических афоризмов, которые получили распространение в среде литераторов, — например, «Отъямбись, а то амфибрахну», «Проспрягайте, хлопцы, коней», «Членораздельный санузел» и др. Эти афоризмы писались на стене комнаты в общаге Литинститута, где училась в своё время Мамаенко.

«Последний раз высказывание о Лихоносове как о „чужаке“ я слышал летом 2009 года от своей однокашницы по Литинституту, талантливого поэта и критика Анны Мамаенко, основателя литературно-театральной группы „Пункт Приема“ и автора известного афоризма: „отъямбись, а то амфибрахну!“ При всём своём таланте Аня никак не может знать, что заметил, а что упустил Лихоносов в кубанских реалиях начала двадцатого века. Она и в советских-то реалиях путается, будучи намного моложе меня. Значит, повторяет чье-то мнение. Чье — неважно».
- В 2012 году на Всесвятском кладбище в Краснодаре Анна Мамаенко задержала и сдала в полицию серийного маньяка, который напал на неё. Среди преступлений, которые ранее совершал рецидивист — изнасилование и убийства[27][28][29][30][31].
- В 2014 году участвовала в съемках фильма "Союз писателей", читая стихи режиссёра фильма Тани Баженовой[32].